# Fusarium acaciae-mearnsii
Fusarium acaciae-mearnsii är en svampart som beskrevs av O'Donnell, T. Aoki, Kistler & Geiser 2004. Fusarium acaciae-mearnsii ingår i släktet Fusarium och familjen Nectriaceae.   Inga underarter finns listade i Catalogue of Life.